# Чеслав Рошковський
Чеслав Рошковський (пол. Czesław Roszkowski) — польський актор театру, кіно, кабаре, радіо і телебачення.

## біографія
Народився в Замбруві. Отримав акторський диплом, здавши іспити екстерном. Дебютував в театрі в 1928, на телебаченні в 1953, в кіно в 1958 році. Актор театрів в Луцьку, Сосновеці, Катовицях, Білостоці та Варшаві. Виступав в спектаклях польського «Театру телебачення» з 1953 і «Театру Польського радіо» з 1957 року. Грав роль швейцара в «Кабаре літніх джентльменів».
Помер у Варшаві, похований на Брудновському кладовищі в Варшаві.

## Вибрана фільмографія
- 1958 — Калоші щастя / Kalosze szczęścia
- 1958 — Городок / Miasteczko
- 1958 — Восьмий день тижня / Ósmy dzień tygodnia
- 1960 — Тисяча талерів / Tysiąc talarów
- 1960 — Піковий валет / Walet pikowy
- 1965 — Слово має прокурор / Głos ma prokurator
- 1970 — Колумби / Kolumbowie (тільки в 3-й серії)
- 1971 — Проблемний гість / Kłopotliwy gość
- 1972 — Квітка папороті / Kwiat paproci